# Nepenthes sumatrana
Nepenthes sumatrana är en tvåhjärtbladig växtart som först beskrevs av Friedrich Anton Wilhelm Miquel, och fick sitt nu gällande namn av Günther von Mannagetta und Lërchenau Beck. Nepenthes sumatrana ingår i släktet Nepenthes och familjen Nepenthaceae. Inga underarter finns listade i Catalogue of Life.

## Bildgalleri

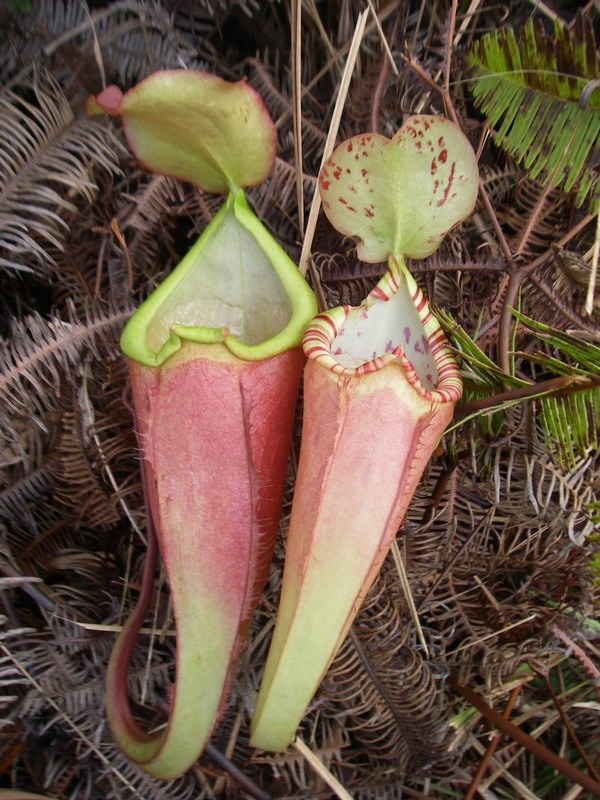
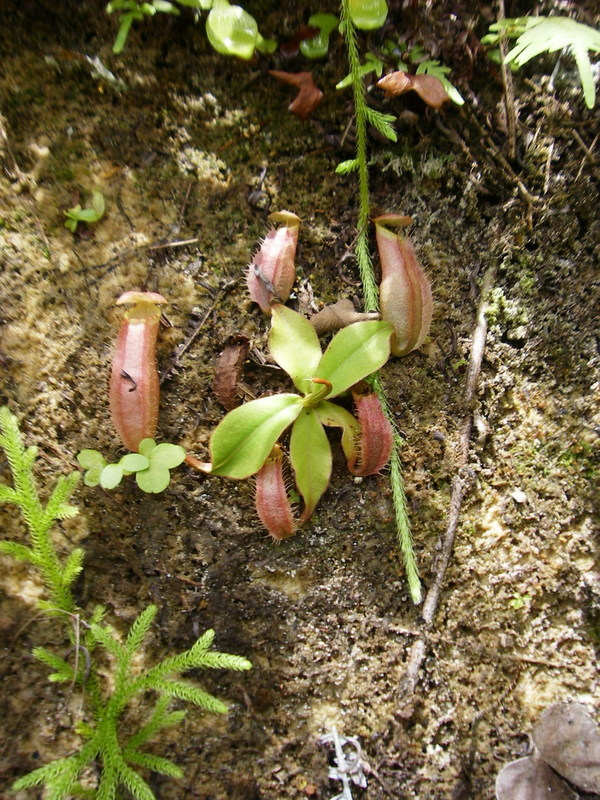
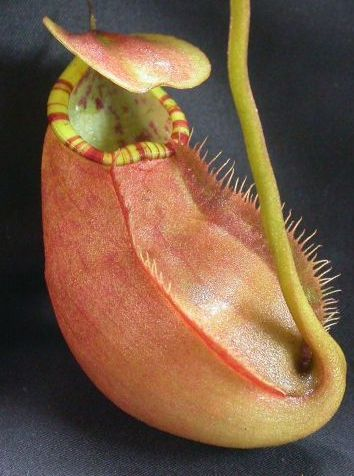
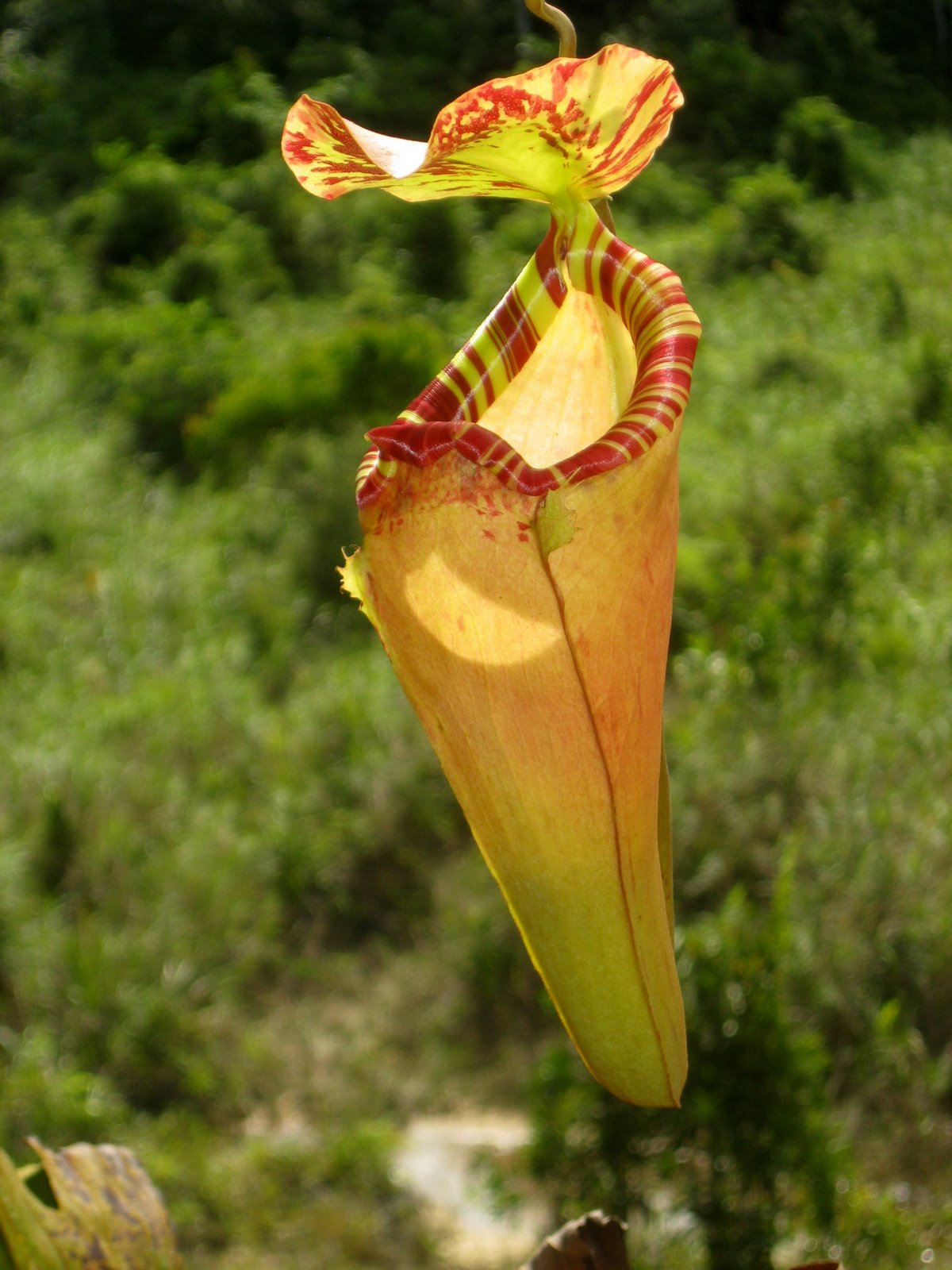
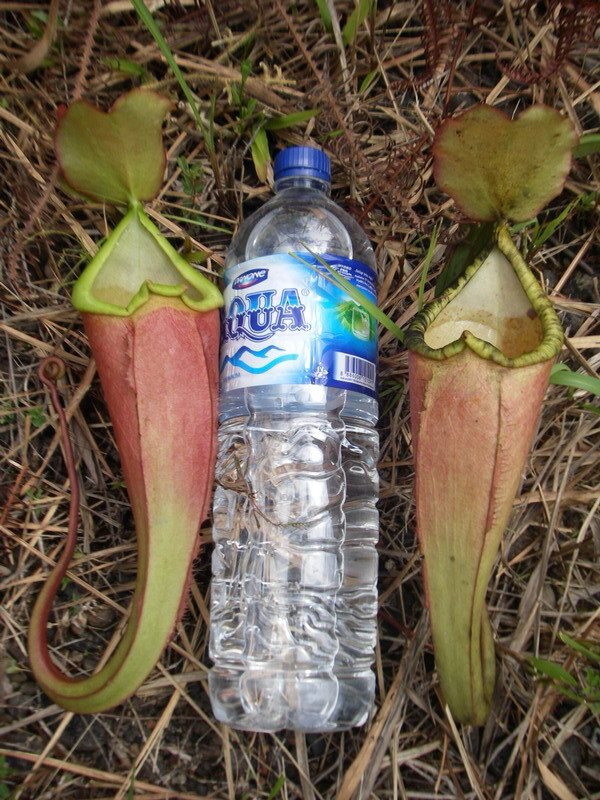
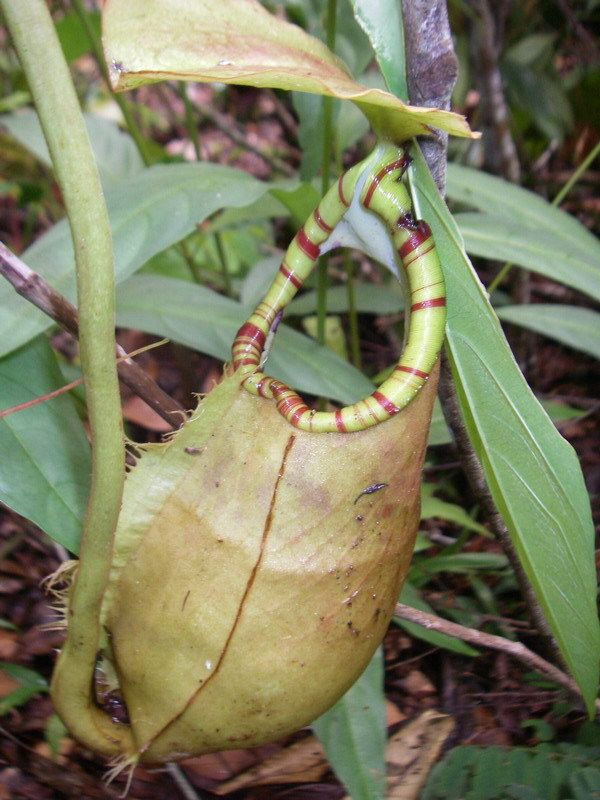